# Década de 1400
Séculos: (Século XIV - Século XV - Século XVI)
Décadas: 1350 1360 1370 1380 1390 - 1400 - 1410 1420 1430 1440 1450
Anos: 1400 - 1401 - 1402 - 1403 - 1404 - 1405 - 1406 - 1407 - 1408 - 1409